# Royall Tyler
Royall Tyler (1757-1826) fue un dramaturgo, escritor y jurista norteamericano

## Biografía
Nacido en Boston, Massachusetts (Estados Unidos), estudió en Yale y Harvard, y participó en la Guerra de Independencia de los Estados Unidos, ocupando posteriormente diversos cargos en la administración de justicia en Vermont, y fracasando en su intento de alcanzar el puesto de senador en 1812.
Desde su juventud fue un hombre de vida disoluta. Casado, tuvo once hijos, y también reconoció hijos ilegítimos. Siempre lamentó en su madurez que su carácter le había impedido una mejor carrera social y política.

## Obras
Es famoso por su obra de teatro "The Contrast" (El Contraste), y por su novela "The Algerine Captive", (El cautivo argelino) que narra con el formato de memorias ficticias. También escribió sobre leyes, dos largos poemas, y un drama musical.